# Kuris
Kuris (in armeno Կուրիս) è un comune di 61 abitanti (2010) della Provincia di Syunik in Armenia.